# Sinfonía n.º 33 (Haydn)

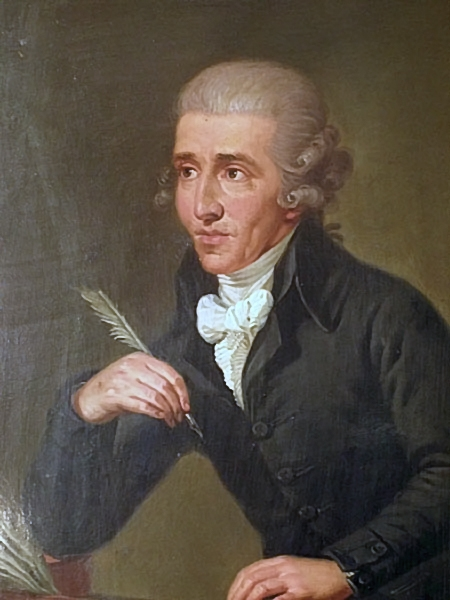
Haydn hacia 1770.

La Sinfonía n.º 33 en do mayor, Hob. I:33 fue compuesta por Joseph Haydn en algún momento entre 1760 y 1765.

## Historia
La producción sinfónica del maestro austríaco puede dividirse a grandes rasgos en tres bloques temporales: el primer bloque (1757-1761) se corresponde con su periodo al servicio del conde Carl von Morzin (n.º 1 - n.º 5); el segundo bloque en la corte Esterházy (1761-1790 pero con la última sinfonía para el público de Esterházy en 1781); y el tercer bloque (1782-1795) comprende las Sinfonías de París (n.º 82 - n.º 87) y las Sinfonías de Londres (n.º 93 - n.º 104). El 1 de mayo de 1761 el compositor firmó su contrato como vice-kapellmeister (más tarde kapellmeister) de la familia Esterházy, que nominalmente duró 48 años, hasta su muerte.
La composición de esta pieza se desarrolló en algún momento entre 1760 y 1765. La fecha exacta de composición es desconocida. El experto en Haydn H.C. Robbins Landon ha fechado esta obra entre 1763 y 1765. Sin embargo, Hodgson ha sugerido que fue compuesta en 1760 o 1761, junto con la Sinfonía n.º 32 y las sitúa en el capítulo "The Early Festive Symphonies" (Las primeras sinfonías festivas). Reisig sitúa esta sinfonía hacia 1760, como obra relativamente temprana de Haydn. Esta rara precisión puede atribuirse a que la fuente primaria de la obra pertenece a la colección de manuscritos del barón Fuernberg, comisario de los primeros cuartetos de cuerda del compositor. Según esta hipótesis la obra pertenece a los años de mecenazgo del conde Morzin, con trompetas y timbales que se unen al complemento habitual de cuerdas, dos oboes y dos trompas.

## Instrumentación
La partitura está escrita para una orquesta formada por:
- Viento madera: 2 oboes y 1 fagot.
- Viento metal: 2 trompas en do y 2 trompetas.
- Percusión: timbales.
- Cuerda: una sección de cuerdas con 2 violines, viola, violonchelo y contrabajo.
- Teclado: clavecín como bajo continuo.

Aunque la parte para timbal original no ha sido encontrada, H. C. Robbins Landon la ha reconstruido. En aquella época se solía emplear un fagot para amplificar la voz del bajo, incluso sin una notación separada. En cuanto a la participación del clavecín como bajo continuo en las sinfonías de Haydn existen diversas opiniones entre los estudiosos: James Webster se sitúa en contra; Hartmut Haenchen a favor; Jamie James en su artículo para The New York Times presenta diferentes posiciones por parte de Roy Goodman, Christopher Hogwood, H. C. Robbins Landon y James Webster. A partir de 2019 la mayor parte de las orquestas con instrumentos modernos no utiliza el clavecín como continuo. No obstante, existen grabaciones con clavecín en el bajo continuo realizadas por: Trevor Pinnock (Sturm und Drang Symphonies, Archiv, 1989-1990); Nikolaus Harnoncourt (n.º 6–8, Das Alte Werk, 1990); Sigiswald Kuijken (incluidas las Sinfonías de París y Londres; Virgin, 1988-1995); Roy Goodman (Ej. n.º 1-25, 70-78, 82-87; Hyperion, 2002).

## Estructura y análisis
La sinfonía consta de cuatro movimientos:
- I. Vivace, en do mayor 3
4
- II. Andante, en do menor 2
4
- III. Menuet, en do mayor – Trio, en fa mayor 3
4
- IV. Finale. Allegro, en do mayor 2
4

La interpretación de esta obra dura aproximadamente entre 15 y 20 minutos. Se trata de una sinfonía festiva, que es inusual por su parte independiente para viola en el movimiento inicial y por las armonías libres en el movimiento lento. Esta última característica pudo haber permitido a Haydn, que normalmente dirigía desde el teclado, improvisar con mayor libertad. La obra es peculiarmente profética del Haydn de las Sinfonías de Londres especialmente en los enérgicos y vigorosos movimientos exteriores; el Finale en particular es, temáticamente, nada menos que visionario.

### I.Vivace
El primer movimiento, Vivace, está escrito en la tonalidad de do mayor, en compás de 3/4 y sigue la forma sonata. Es un tanto extenso y el compás de 3/4 resulta estilísticamente inusual para la época, pero su carácter es festivo. La exposición consiste más en un "complejo temático" que en dos o tres temas bien definidos, incluyendo el tema de apertura basado en quintas de trompa, uno "felino" más lírico y otro saltarín, entre otros.

### II.Andante
El segundo movimiento, Andante, está en la tonalidad paralela de do menor y en compás de 2/4. El movimiento lento en modo menor es uno de los más insólitos de Haydn. Su amplitud lo hace casi bruckneriano para los estándares contemporáneos, su tema de apertura misterioso casi hasta el punto del Romanticismo con una transición cromática casi espeluznante al segundo tema menos ominoso en relativo mayor.

### III.Menuet – Trio
El tercer movimiento, Menuet – Trio, está en do mayor pero en el trío pasa a fa mayor y en compás de 3/4. El minueto es uno de los más convencionales del maestro austríaco, aunque el trío está lleno de intrigantes síncopas.

### IV.Finale. Allegro
El cuarto y último movimiento, Finale. Allegro, retoma la tonalidad inicial y el compás es 2/4. El Finale es el movimiento más llamativo de la sinfonía, con un tema principal extravagante y lleno de altibajos que se adelanta 40 años al controvertido tema correspondiente de la Sinfonía n.º 2 de Beethoven y un siglo y medio a la Klangfarbenmelodie de la Segunda Escuela de Viena.